# Nasa (football, 1968)
Pour les articles homonymes, voir Nasa.
Gesiel José de Lima dit Nasa est un footballeur brésilien né le 8 décembre 1968.